# スティーヴン・ホプキンス (リバティ船)
スティーヴン・ホプキンス (SS Stephen Hopkins) は、第二次世界大戦時のアメリカ合衆国のリバティ船。第二次世界大戦で最初に、水上戦でドイツ船を沈めたアメリカの船である。

## 船歴
「スティーヴン・ホプキンス」はカリフォルニア州リッチモンドのパーマネント・メタルズ社 (Permanente Metals Corporation) で建造された。1942年4月14日進水。5月12日に「スティーヴン・ホプキンス」と命名された。船名はアメリカ独立宣言の署名者の一人スティーヴン・ホプキンスに由来する。
5月末、「スティーヴン・ホプキンス」は最初の航海に出発した。サンフランシスコ湾より出航した「スティーヴン・ホプキンス」はニュージーランド、次いでオーストラリアへ向かった。オーストラリアに着いた「スティーヴン・ホプキンス」は、事故を起こした船の代わりに穀物を南アフリカのケープタウンへ運ぶことになった。途中で嵐に遭遇したため、南アフリカへの到着は大幅に遅延。その後の修理と合わせて、ケープタウンからの出航も遅れることとなった。
1942年9月14日、「スティーヴン・ホプキンス」は空荷でケープタウンからオランダ領ギアナのパラマリボへ向けて出航した。そこでアメリカ向けのボーキサイトを積む予定であった。9月27日朝、雨が降りだして視界が非常に悪くなっていた。そして突然雨がやみ、8時52分に「スティーヴン・ホプキンス」は、ドイツ仮装巡洋艦「シュティーア」およびその支援船「タンネンフェルス (Tannenfels)」と遭遇した。互いに相手を発見した時、その距離はわずか3キロメートルしかなかった。
停戦命令に対して「スティーヴン・ホプキンス」は降伏を拒否し、スティアーは砲撃を始めた。スティーヴン・ホプキンスも1門の102mm砲などで反撃し、戦闘の末、両者とも沈没した。
「スティーヴン・ホプキンス」では船長ポール・バック (Paul Buck) 以下42（41）人が死亡し、15名のみが31日間の救命ボートでの漂流の後に生きてブラジルにたどり着いた。
後に、「ポール・バック」と名付けられたタンカーが建造されている。